# Paraíso

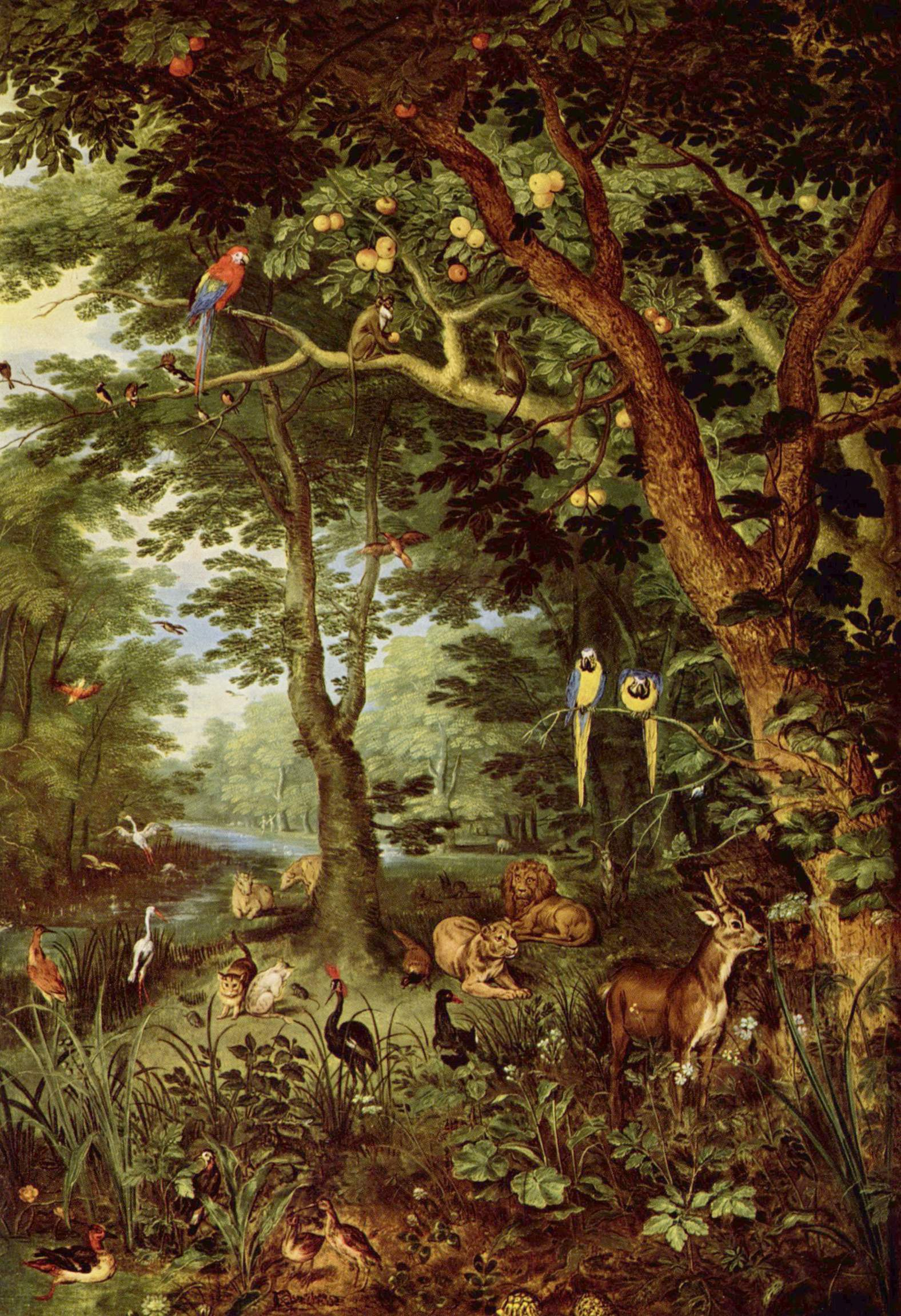
El paraíso según Bruegel.

La palabra paraíso procede del griego παράδεισος, paradeisos (en latín, paradisus), usado en la Septuaginta para aludir al Jardín del Edén. El término griego procede a su vez del persa پرديس paerdís, ‘cercado’, que es un compuesto de paer-, ‘alrededor’ (un cognado del griego peri-) y -dis, ‘crear’, ‘hacer’. Fuentes tan antiguas como Jenofonte en su Anábasis (siglo. IV a. C.) aluden al famoso jardín «paraíso» persa. Así, su significado original hace referencia a un jardín extenso y bien arreglado, que se presenta como un lugar bello y agradable, donde además de árboles y flores se ven animales enjaulados o en libertad.

## Etimología e historia del concepto

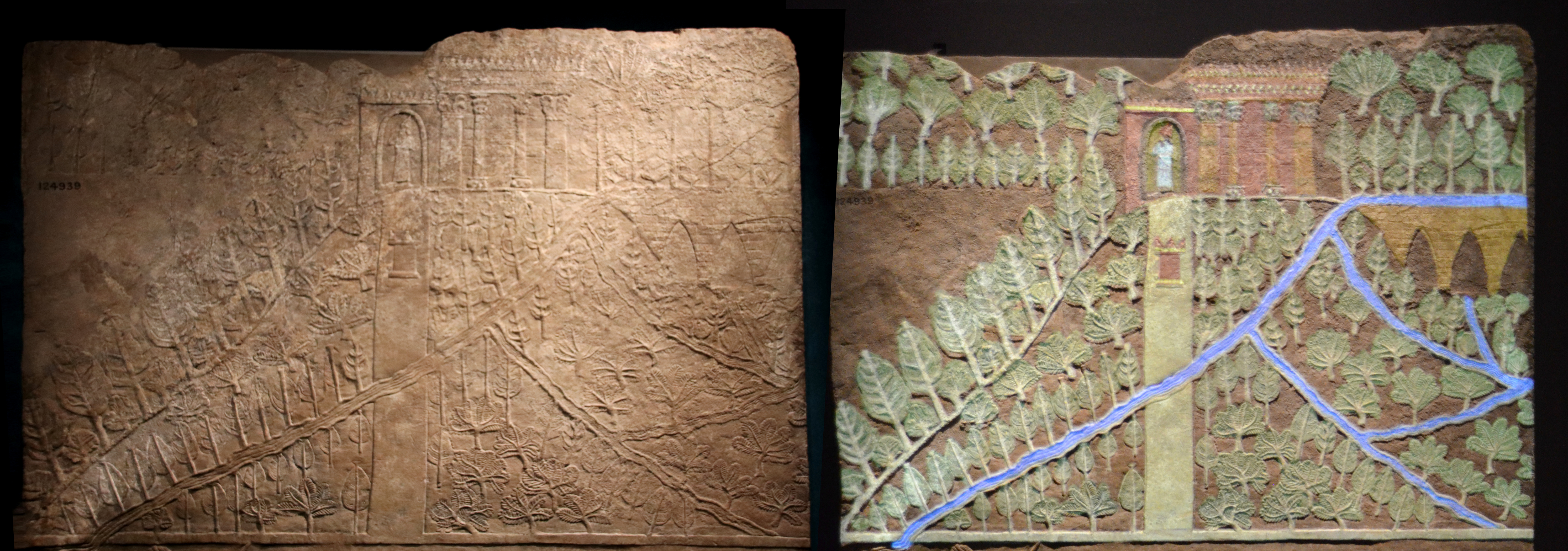
El lujoso palacio y los jardines del rey neoasirio (que gobernó entre el 668 y el 631 a.C.) en Nínive, con la reconstitución del color original. Los canales de riego irradian desde un acueducto. El rey aparece bajo el pórtico. British Museum.

La palabra "paraíso" entró en el español a partir del  Latín paradisus, del Griego parádeisos (παράδεισος), de una forma iraní antiguo, del protoiranio *parādaiĵah- recinto amurallado, de donde el persa antiguo 𐎱𐎼𐎭𐎹𐎭𐎠𐎶 p-r-d-y-d-a-m /paridaidam/, avéstica 𐬞𐬀𐬌𐬭𐬌⸱𐬛𐬀𐬉𐬰𐬀 pairi-daêza-. El significado literal de esta palabra de la lengua iraní antigua oriental es "amurallado (recinto)", de pairi- 'alrededor' (cognado con el griego περί, de ahí en español peri- de idéntico significado) y -diz "hacer, formar (un muro), construir" (cognado con el griego τεῖχος 'muro'). La etimología de la palabra deriva en última instancia de una raíz  *dheigʷ "pegar y levantar (un muro)", y *per "alrededor".
En los siglos VI y V a. C., la palabra iraní antigua había sido tomada en préstamo de la lengua acadia/asiria pardesu "dominio". Posteriormente pasó a indicar el extenso jardines amurallados del Primer Imperio Persa, y posteriormente se tomó prestada en griego como παράδεισος parádeisos "parque para animales" en la Anábasis del ateniense Jenofonte de principios del siglo IV a. C., Aramaico como pardaysa "parque real", y Hebreo como פַּרְדֵּס pardes, "huerto" (aparece tres veces en el Tanaj; en el Cantar de los Cantares (Cantar de los Cantares 4: 13 {{{2}}}), Eclesiastés (Eclesiastés 2:5 {{{2}}}) y Nehemiah (Nehemiah 2:8 {{{2}}}). En la Septuaginta (siglos III-I a. C.), el griego παράδεισος parádeisos se utilizaba para traducir tanto el hebreo פרדס pardes como el hebreo גן gan, "jardín" (e. g. Génesis 2:8 {{{2}}}, Ezequiel 28:13 {{{2}}}): de este uso se deriva la utilización de "paraíso" para referirse al Jardín del Edén. El mismo uso aparece también en árabe y en el Corán como firdaws فردوس.
La idea de recinto amurallado no se conservó en la mayoría de los usos iraníes, y generalmente pasó a referirse a una plantación u otra zona de cultivo, no necesariamente amurallada. Por ejemplo, la palabra iraní antigua sobrevive como Pardis en neopersa, así como su derivado pālīz (o "jālīz"), que denota un huerto.
En su significado original en el mundo grecorromano, el término latino común pǎrǎdīsus designa un jardín de placer. Con Agustín de Hipona, el término latino evoca de forma más imaginativa y amplia un "lugar de felicidad espiritual". La forma culta medieval paradis sustituyó a la forma pareïs a finales del siglo XI.

## Los diferentes paraísos
En la Persia aqueménida (y posiblemente antes, en Mesopotamia), el término no solo se aplicaba a jardines «paisajísticos», sino especialmente a tierras de caza real, la forma más primitiva de reserva salvaje. De aquí se adoptó el vocablo pairidaeza, en el zoroastrismo, para designar el lugar junto a Ahura Mazda al que estaban destinadas las almas más virtuosas tras el Juicio Final, dentro de la escatología fundada por esta religión arcaica.
En diversas culturas en contacto con la naturaleza, el paraíso se describe como una tierra de caza eterna, y no solo en las de cazadores nómadas, sino también en las esencialmente agrícolas (por ejemplo, los Campos de Aaru egipcios o los Campos Elíseos griegos).

## Religiones grecorromanas

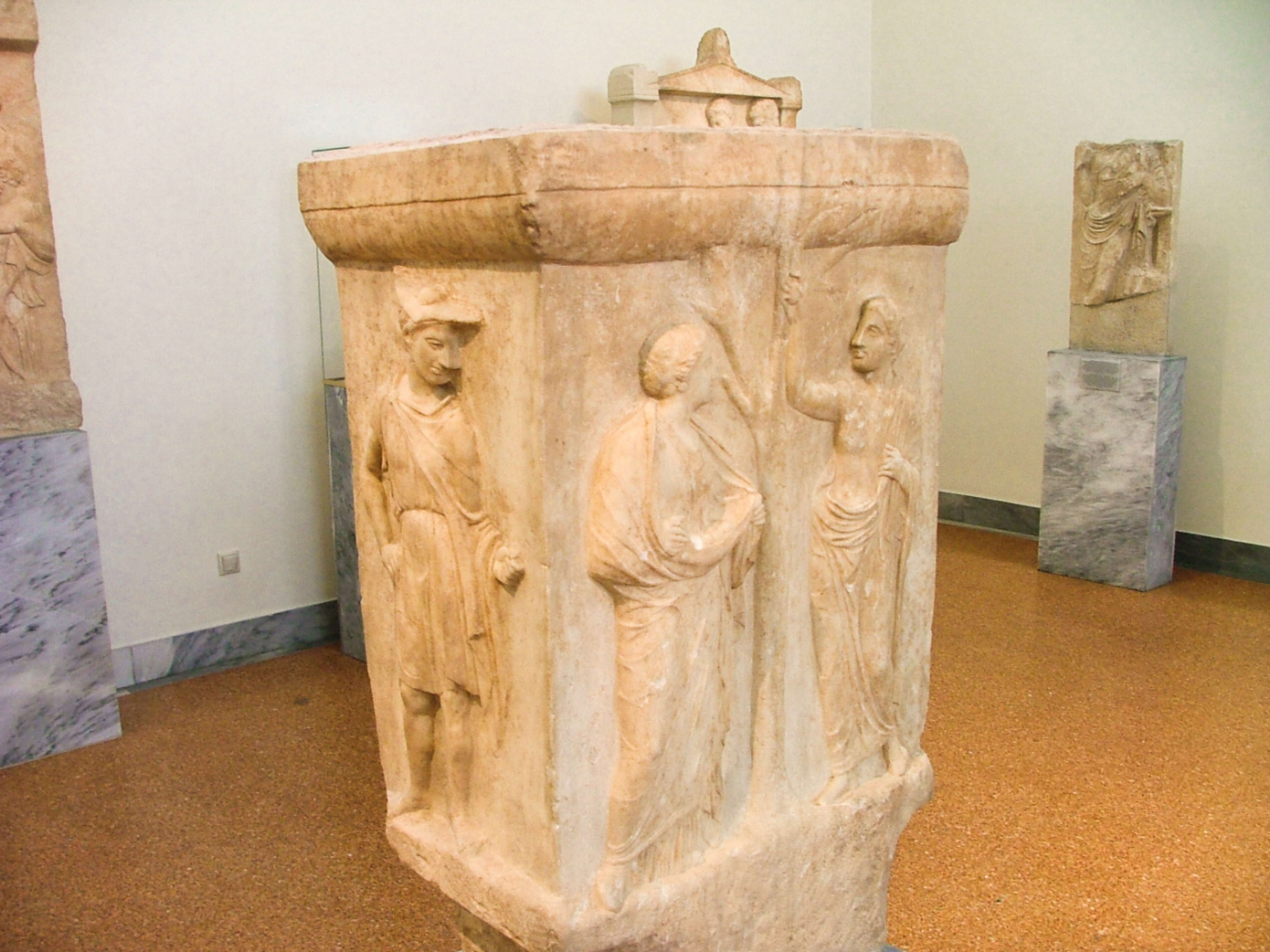
Alegoría de los Campos Elíseos, vaso de mármol,, Museo Arqueológico Nacional de Atenas.

Jenofonte cuenta en la Anábasis que en Sardes, Asia Menor, donde Ciro el Joven había concentrado el cuerpo expedicionario de mercenarios griegos destinado a ayudarle a recuperar el poder, Ciro les mostró su jardín. Los griegos quedaron deslumbrados; nunca habían visto nada igual. Para describir este esplendor, Jenofonte utiliza la palabra persa para designar un jardín rodeado de muros: paradeisos.
Las descripciones del Más Allá en la mitología grecorromana no son uniformes, según nos refiramos a Homero o a Virgilio.
En el Mito de Er, Platón desenmascara las concepciones populares sobre el Más Allá al ofrecer una descripción muy concreta de los castigos corporales escalonados que aguardan a los malvados tras su muerte, mientras que los que han llevado una buena vida tienen acceso a la felicidad. Es el primer autor que señala la separación geográfica del infierno, el purgatorio y el paraíso. Mientras que los malvados son enviados a la izquierda, a una abertura que los conduce a los infiernos (Tártaro), los justos son invitados a tomar "el camino que subía por el cielo hacia la derecha", a un lugar de indecible belleza, regocijándose "para partir hacia la pradera y acampar allí como en una asamblea festiva".
Este lugar de felicidad se conoce tradicionalmente como los Campos Elíseos o las Islas de los Bienaventurados. Aquí, los elegidos viven en una eterna primavera, en una tierra fértil que produce tres cosechas al año, en un estado despreocupado y ocioso. Según Virgilio, los elegidos tienen en común la importancia de los servicios prestados a la comunidad, y entre ellos figuran fundadores de ciudades, grandes guerreros, sacerdotes, poetas y artistas. Sin embargo, estas visiones imaginarias del Más Allá distaban mucho de ser universalmente aceptadas, como demuestra el escepticismo de Juvenal, que hablaba de fábulas que sólo los infantes podían creer.

## Judaísmo
El sheol es un lugar mencionado en la Torá donde residen las almas de los creyentes, en preparación para su desaparición final en los últimos días.

## Cristianismo

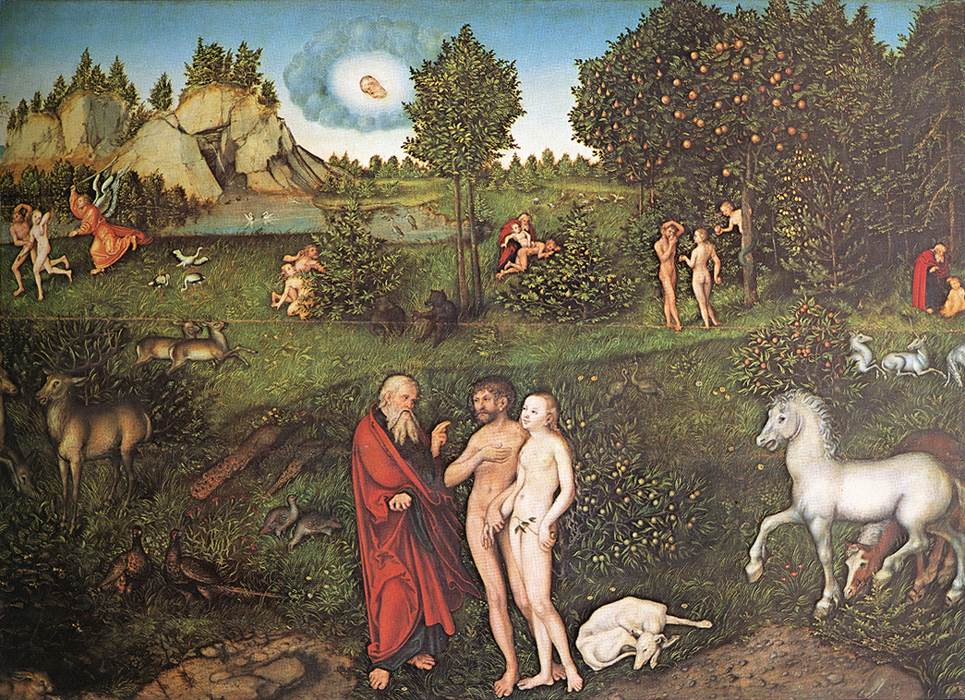
Adán y Eva en el Paraíso en un cuadro de Lucas Cranach.

### Biblia
En la Biblia, el paraíso designa originalmente al vergel donde Dios coloca a Adán tras crearlo (Génesis).
El aspecto del jardín del Edén, aunque de gran sobriedad en su descripción, contrasta con la frondosidad de los jardines orientales y debe mucho a la civilización persa: la palabra Edén aparece en varias lenguas semíticas para designar una llanura fértil o tierra cultivable. El término persa pairi daēsa designaba los terrenos de la residencia de Ciro el Grande (siglo II a. C.), a quien los hebreos deben el fin de su cautiverio en Babilonia, por los que discurría el río Meandro y que incluían un jardín de recreo, un huerto y una zona reservada a la caza.

### Nuevo Testamento
La palabra griega παράδεισος aparece tres veces en el Nuevo Testamento:
- Lucas 23:43 - por Jesús en la cruz, en respuesta a la petición del ladrón de que Jesús se acordara de él cuando llegara a su reino.
- 2 Cor. 12:4 - en la descripción de Pablo de un tercer cielo.
- Apocalipsis 2:7 - en alusión al árbol de la vida mencionado en Génesis 2:8.

Pablo de Tarso (en la Segunda carta a los corintios 12: 4, escrita hacia el año 57) dice haber sido arrebatado por Dios y llevado a un Tercer Cielo. Cabe destacar que al hablar del tercer cielo, no se quiso igualar al paraíso como tal, ya que como se dijo anteriormente, el término y su significado aplica a un jardín terrenal.
En el Evangelio de Lucas (Lucas 23:43, compuesto hacia el año 80) dice que Jesucristo le dijo al Buen Ladrón: «De cierto te digo que hoy estarás conmigo en el paraíso».

### Cristianismo evangélico
En el cristianismo evangélico, el paraíso es visto como el lugar prometido por Jesucristo para los creyentes cristianos que han sido  justificado por fe y gracia.

### Testigos de Jehová
Los Testigos de Jehová creen, a partir de su interpretación del Libro del Génesis, que el propósito original de Dios era, y es, tener la tierra llena de la descendencia de Adán y Eva como cuidadores de un paraíso global. Sin embargo, Adán y Eva se rebelaron contra la soberanía de Dios y fueron desterrados del Jardín del Edén, expulsados del paraíso hacia el trabajo y la miseria.
Los testigos de Jehová creen que los desobedientes y malvados serán destruidos por Cristo en el Armagedón y los obedientes a Cristo vivirán eternamente en un paraíso terrenal restaurado. Junto a los supervivientes resucitarán los justos y los injustos que murieron antes del Armagedón. Estos últimos son traídos de vuelta porque pagaron por sus pecados con su muerte o porque no tuvieron la oportunidad de conocer los requerimientos de Jehová antes de morir. Estos serán juzgados sobre la base de su obediencia post-resurrección a las instrucciones reveladas en los nuevos "rollos". Creen que la resurrección de los muertos a la tierra paradisíaca es posible gracias a la sangre de Cristo y al sacrificio de rescate. Esta disposición no se aplica a aquellos que Cristo como Juez considera que han pecado contra el espíritu santo de Dios.
Una de las declaraciones de Jesús antes de morir fueron las palabras dirigidas a un hombre que colgaba a su lado: "estarás conmigo en el Paraíso" La Traducción del Nuevo Mundo coloca una coma después de la palabra "hoy", dividiéndola en dos frases separadas, "te digo hoy" y "estarás conmigo en el Paraíso". Esto difiere de las traducciones estándar de este versículo como "Te digo hoy que estarás conmigo en el Paraíso". Basándose en escrituras como Mateo 12:40, 27:63, Marcos 8:31 y 9:31, los Testigos creen que la expectativa de Jesús de que sería resucitado corporalmente después de tres días excluía que estuviera en el paraíso el mismo día que murió.

### Mormonismo
En la teología de los Santos de los Últimos Días, el paraíso suele referirse al mundo espiritual, el lugar donde habitan los espíritus tras la muerte y a la espera de la resurrección. En ese contexto, el "paraíso" es el estado de los justos después de la muerte. Por el contrario, los malvados y los que aún no han aprendido el evangelio de Jesucristo esperan la resurrección en una prisión espiritual. Después de la resurrección universal, todas las personas serán asignadas a un reino particular o grado de gloria. Esto también puede denominarse "paraíso".

## Islam
En el Corán, el Cielo se designa como Jannah (jardín), y el nivel más alto se denomina Firdaus, es decir, Paraíso. Se utiliza en lugar de Cielo para describir el último lugar placentero después de la muerte, accesible para aquellos que rezan, donan a la caridad y creen en: Alá, los ángeles, sus libros revelados, sus profetas y mensajeros, el Día del Juicio y el decreto divino (Qadr), y siguen la voluntad de Dios en su vida. Cielo en el Islam se utiliza para describir los cielos en sentido literal y metafóricamente para referirse al universo. En el Islam, las bondades y la belleza del Cielo son inmensas, tanto que superan la capacidad de comprensión de la mente mundana de la humanidad. Hay ocho puertas del Yánnah.

## Literatura
Tal vez la más compleja imagen literaria del Paraíso sea la ofrecida por Dante Alighieri en la tercera parte, "Paradiso" de su Divina comedia, con que culmina su escatología cristiana. Se compone de tres secciones (Cielo de los planetas, Cielo de las estrellas fijas o Stellatum y Cielo cristalino) más una cuarta, el Cielo Empíreo. El Paradiso se subdivide también en un total de nueve cielos más este último, que sería el décimo. Allí viven las almas de los bienaventurados, que gozan por igual del premio de la gracia divina y, por tanto, de la visión y el conocimiento de Dios.
La primera es el Cielo de los planetas; contiene almas que supieron seguir las virtudes cardinales, y consta de siete cielos a su vez correspondientes cada uno a la órbita o epiciclo de un planeta del Almagesto geocéntrico del astrónomo griego Claudio Ptolomeo: Luna, donde se hallan los religiosos perdonados que no cumplieron sus votos religiosos por culpa de la violencia de otros; Mercurio, donde están las almas de los que alcanzaron fama y gloria con sus buenas acciones; Venus, donde están las almas amorosas; Sol, donde aparecen doce teólogos más brillantes que el propio astro; Marte, donde se hallan los mártires que dieron su vida por la Iglesia dispuestos en forma de cruz de luz; Júpiter, donde están las almas justas y piadosas, rectas pero caritativas. Allí un águila habla al Dante de la inescrutabilidad de la justicia divina y le enseña que la fe no vale de nada sin las buenas obras (las llamadas obras de misericordia); se encuentran allí los verdaderos buenos gobernantes, entre ellos Rifeo y Trajano, cuya salvación no logra entender Dante; y Saturno, donde se encuentran los espíritus contemplativos dispuestos en una escalera de oro sin fin por la que suben, bajan o se paran (la escalera de Jacob). La segunda sección es el Cielo de las estrellas fijas u octavo cielo, donde está Jesucristo con su séquito. La tercera, el Cielo cristalino o noveno cielo, se halla dividido en nueve secciones que se reparten tres tríadas de distintos tipos de ángeles en rigurosa jerarquía, descrita por la Angelología del Pseudo Dionisio Areopagita; son los que imprimen movimiento a todo el Universo, cuya máquina del Cielo de los planetas dirigen, y por eso es denominada también Primer Móvil. La tríada más baja se compone de ángeles de la guarda, arcángeles y principados; la media o segunda, de Potestades, Virtudes y Dominaciones; la tercera y última, de tronos, querubines y serafines. Por último está el Cielo Empíreo. Allí están la Virgen María y San Pedro, frente a una inmensa y vertiginosa cándida Rosa, toda aroma, toda suavidad, toda luz y belleza, que funciona como una escalera donde la vista se pierde, compuesta de pétalos que son almas de bienaventurados. Allí se superponen tres círculos que representan a la Santísima Trinidad; pero Dante no puede atisbar más allá: su pobre memoria y limitada sensibilidad se aturden ante la visión de lo inconmensurable; Dante se ofusca, se queda sin palabras (inefabilidad), y despierta de su sueño místico gracias "al Amor que rige el Sol y las demás estrellas".
La imagen del Paraíso aparece secularizada en la literatura en el tópico del locus amoenus, lugar idílico de encuentro de los amantes. La poesía bucólica desarrolla esta imagen, haciendo del campo un espacio mítico en el que se mantiene viva la edad de oro.
El tema del paraíso perdido es recurrente en la poesía occidental. Su expresión clásica es el poema homónimo de John Milton. En castellano, destaca el tratamiento del tema de Rafael Alberti en «Paraíso perdido» (Sobre los ángeles):

¡Paraíso perdido!
Perdido por buscarte,
yo, sin luz para siempre.

## Gnosticismo
En Sobre el origen del mundo, un texto de la biblioteca de Nag Hammadi que se encuentra en el antiguo gnosticismo, describe el Paraíso como situado fuera del circuito del Sol y la Luna en la exuberante Tierra del este en medio de las piedras. El Árbol de la Vida, que proveerá a las almas de los santos después de que salgan de sus cuerpos corrompidos, se encuentra en el norte del Paraíso junto al Árbol del Conocimiento que contiene el poder de Dios.